# Shiggaon
Shiggaon is een panchayatdorp in het district Haveri van de Indiase staat Karnataka. 

## Demografie
Volgens de Indiase volkstelling van 2001 wonen er 24.318 mensen in Shiggaon, waarvan 51% mannelijk en 49% vrouwelijk is. De plaats heeft een alfabetiseringsgraad van 59%. 